# Ardenno
Ardenno – miejscowość i gmina we Włoszech, w regionie Lombardia, w prowincji Sondrio.
Według danych na rok 2004 gminę zamieszkiwało 3120 osób, 183,5 os./km².